# Jakedake
Jakedake nebo Jake-dake je stratovulkán, nacházející se v severní části pohoří Japonské Alpy na ostrově Honšú. Převážně andezitová sopka byla vybudována po obou stranách severojižního horského hřbetu mezi staršími vulkány Warudani-jama a Širatani-jama. Vrchol je ukončen 300 m širokým kráterem, na jihovýchodním a severním svahu se nacházejí parazitické krátery. V 20. století bylo zaznamenáno několik menších explozivních erupcí, poslední z roku 1995 si vyžádala dvě oběti na životech.